# Agatocles
Agatocles (en griego Ἀγαθοκλῆς, Agathoclễs; c. 361-289 a. C.) fue un militar y político griego, tirano de Siracusa (317 - 289 a. C.), titulado rey desde 304 a. C.

## Vida
De origen humilde, según se cree, era hijo de Carcino, un ceramista emigrante de Regio de Calabria. Agatocles se estableció finalmente en Siracusa, donde pudo alcanzar altos cargos militares gracias a la protección de un rico ciudadano llamado Damas. El matrimonio con la viuda de su benefactor (333 a. C.) le convirtió en un hombre rico y notable y le permitió ascender dentro del círculo de hombres influyentes de Siracusa. 
La legislación de Timoleón no había logrado superar los problemas de Siracusa, que atravesaba un período turbulento, con continuos enfrentamientos civiles entre demócratas y oligarcas y bajo la amenaza cartaginesa. En un principio Agatocles adoptó una actitud neutral, aunque dejando ver cierta inclinación a favor de los demócratas. Posteriormente, su oposición a los oligarcas Heráclides y Sosístrato le valió el exilio. Agatocles reclutó un ejército privado, permaneciendo en el sur de Italia como jefe militar al servicio de diversas ciudades, y combatiendo en distintos lugares del mar Mediterráneo.
De regreso a Siracusa en 319 a. C., al amparo de una amnistía, asumió el mando del ejército. Decidido a materializar sus ambiciones, Agatocles dio un golpe de Estado y se apoderó mediante la violencia de Siracusa (317 a. C.). Al poco convocó una asamblea, donde acusó a los oligarcas, se presentó como restaurador de la democracia, y fingiendo que se retiraba del poder, el pueblo le aclamó concediéndole el título de strategos autókrator.
En sus primeros años de gobierno, la tiranía de Agatocles tuvo un carácter popular, prometiendo la abolición de las deudas y la distribución de la tierra. Los oligarcas emigrados, dirigidos por Sosístrato, consiguieron firmes apoyos en las ciudades de Acragante, Gela y Mesana, temerosas de que Agatocles extendiera su poder por toda Sicilia, y además obtuvieron la ayuda espartana de Acrótato. En las hostilidades que siguieron, Agatocles conquistó Mesana (312 a. C.), pero sus adversarios, tras el fracaso de Acrótato, propiciaron la intervención de los cartagineses, quienes conducidos por Amílcar Giscón, vencieron a Agatocles en Ecnomo y pusieron sitio a Siracusa, con lo que las restantes ciudades griegas se unieron a los cartagineses (311 a. C.)
La respuesta de Agatocles fue llevar la guerra a África, lo que provocó un cambio notable en su política. Necesitado de recursos, Agatocles confiscó los bienes de sus adversarios e impuso pesadas cargas fiscales a los ciudadanos. La expedición africana comenzó en el año 310 a. C. y estuvo en sus principios marcada por el éxito: Agatocles venció a los cartagineses, se procuró aliados entre los pueblos y ciudades de África e incluso llegó a un acuerdo con Ofelas, el gobernador ptolemaico de Cirene, a quien inmediatamente hizo asesinar, para actuar conjuntamente contra Cartago (309 a. C.). En 308 se apoderó de la importante ciudad cartaginesa de Útica. Mientras tanto, la situación en Sicilia era preocupante para los siracusanos, pues su ciudad seguía estando amenazada por los cartagineses, Acragante y los oligarcas exiliados.
Antander, hermano de Agatocles, obtuvo una victoria que forzó a los cartagineses a retirarse en 309, pero los aliados griegos, conducidos primero por Jenódico de Acragante y luego por el emigrado siracusano Dinócrates, no desistían. Dejando a su hijo Arcagato al frente de las operaciones en África, Agatocles se trasladó a Sicilia y obtuvo una doble victoria sobre sus enemigos (307 a. C.); pero a su regreso a África se encontró a su hijo muerto y su ejército diezmado, lo que le llevó a firmar un acuerdo de paz bastante favorable con Cartago en 306 a. C., delimitando las áreas de influencia de ambas potencias en la isla. 
De vuelta a Sicilia, Agatocles restauró su autoridad, derrotó a Dinócrates y ejecutó a un elevado número de enemigos políticos (305 a. C.). En el año 304, y emulando a los sucesores de Alejandro Magno, Agatocles tomó el título de rey, integrando su poder en el recién nacido mundo helenístico. Su guardia personal estaba compuesta por mercenarios itálicos, principalmente samnitas y los célebres mamertinos. 
A partir de estos momentos las noticias son más escasas; se conocen algunas expediciones por el sur de Italia y por el Mar Adriático, que le llevaron incluso a apoderarse temporalmente de Córcira frente a las ambiciones de Casandro (c. 300 a. C.). 
Agatocles murió asesinado en el año 289 a. C. a instigación de su nieto Arcagato, temeroso de no ser designado sucesor; su crimen no tuvo recompensa, ya que Arcagato fue asesinado por la misma mano que cometió el homicidio de Agatocles, Menón de Egesta. 
Tras esto Siracusa quedó sin gobierno estable entre 289-288 a .C. debido a la guerra civil entre Hicetas y Menón.

## Matrimonio e hijos

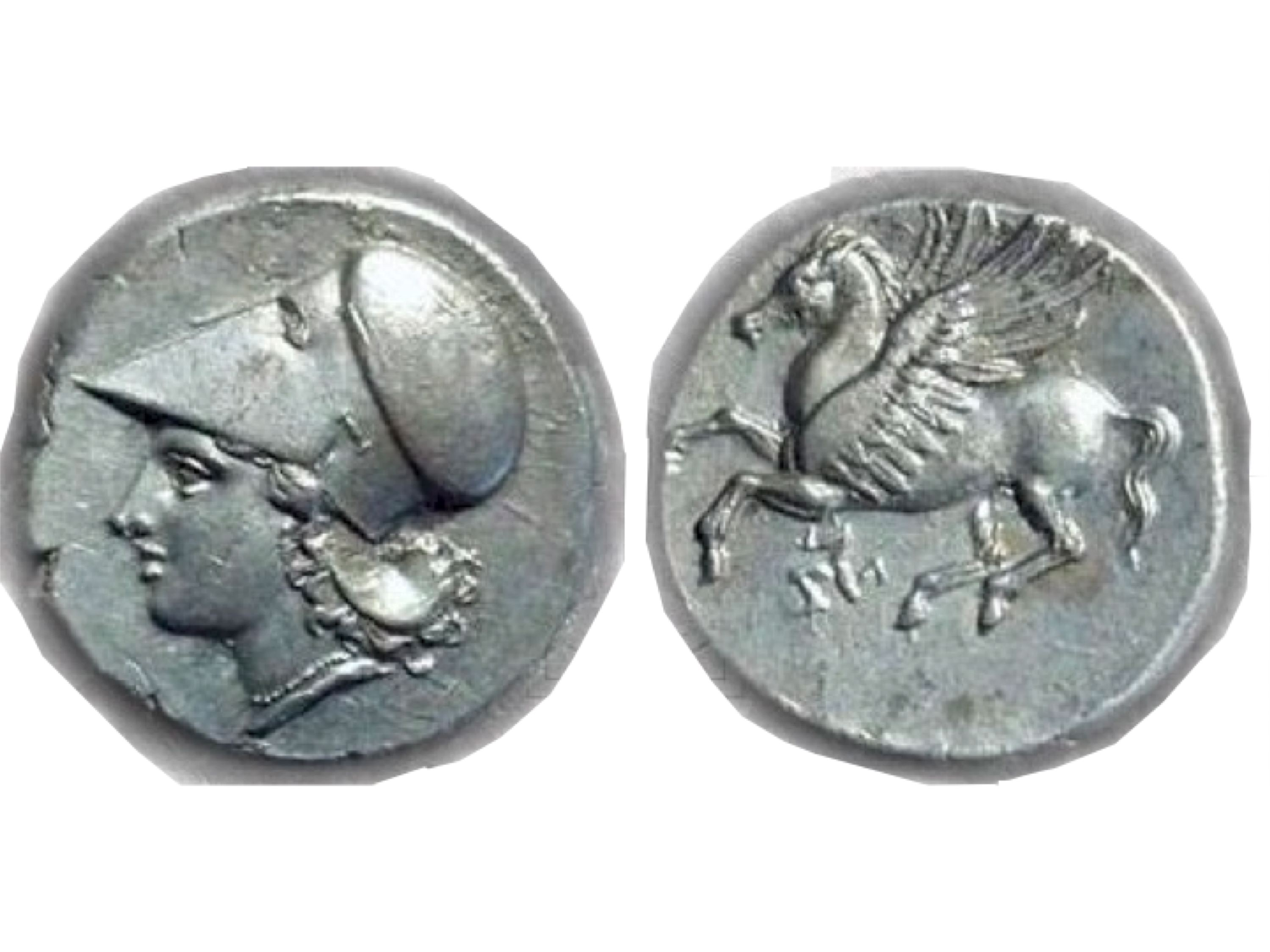
Litra de Agatocles

Agatocles era esposo de una hijastra de Ptolomeo I Sóter. Su hija, Lanassa, fue una de las esposas del rey Pirro de Epiro.

### Obras modernas
- Schubert, (1887) Geschichte des Agathokles
- Grote, History of Greece, cap. 97.
- Varios autores (1910-1911). «Agathocles».  En Chisholm, Hugh, ed. Encyclopædia Britannica. A Dictionary of Arts, Sciences, Literature, and General information (en inglés) (11.ª edición). Encyclopædia Britannica, Inc.; actualmente en dominio público.

| Predecesor: Oligarquía bajo Sosístrato Anterior tirano: Timoleón | Tirano de Siracusa 317 - 289 a. C. | Sucesor: Hicetas II |